# SAKURAリグレット
「SAKURAリグレット」（サクラリグレット）は、FLOWERの2枚目のシングル。2012年2月29日にソニー・ミュージックアソシエイテッドレコーズから発売。

## 概要
- 前作の｢Still」から約4か月後のシングルである。
- 「CD+DVD」「CDのみ」の2形態で発売。
- DVDには「SAKURAリグレット」のミュージックビデオとメイキングを収録。
- 今回のシングル「SAKURAリグレット」発売を記念して、FLOWERご当地企画「FLOWER×全国桜の名所コラボレーション企画」を実施。SAKURAリグレットの歌詞中に全国各地の名所を織り込んだ特別バージョンを製作し、現地のラジオ局でだけしか聴けない音源を「SAKURAリグレット」特設サイトで一挙公開。各地をクリックするとラジオ局にリクエストができるというシステムになっている。

## 収録曲
CD
1. SAKURAリグレット [5:11]
作詞：松尾潔、作曲・編曲：中野雄太
CTC「MUSIC FOCUS」2012年3月度エンディングテーマ
TBS系「ひるおび!」2012年3月度エンディングテーマ
2. be with you [4:01]
作詞：仲村達史、作曲：北室龍馬、編曲：h-wonder
マイナビ「JOL」CMソング
3. Just A Little Bit [3:59]
作詞：Ruco、作曲・編曲：井上大介
4. SAKURAリグレット (instrumental) [5:09]

DVD
1. SAKURAリグレット (MUSIC VIDEO)
2. SAKURAリグレット (MUSIC VIDEO MAKING)